# Rizin Fighting Federation
Rizin Fighting Federation (estilizado en mayúsculas como Rizin FF) es una organización japonesa de artes marciales mixtas fundada en 2015 por el expresidente de PRIDE Fighting Championships y Dream Stage Entertainment, Nobuyuki Sakakibara. 
El nombre de la promoción es una combinación de «Raijin», el dios japonés del rayo; la palabra rising («levantarse»), que significa «prosperar y prosperar»; y la letra Z, que significa «último».
Hoy en día, es considerada como la principal organización de MMA en Japón y una de las de mayor crecimiento.

## Historia

### Antecedentes
En 1997, se fundó PRIDE Fighting Championships, promovido por Dream Stage Entertainment. La organización rápidamente creció hasta convertirse en la promoción de MMA más popular del mundo y ayudó a popularizar el deporte tanto en Japón como a nivel global. PRIDE FC se diferenciaba de UFC por su enfoque en el espectáculo y el entretenimiento, así como por un conjunto de reglas más permisivas. Sin embargo, en el año 2007, un escándalo que alegaba sus vínculos con la yakuza provocó una caída financiera que llevó al fracaso de la promoción. Dream Stage Entertainment fue comprada por Zuffa —la matriz de UFC— que inicialmente prometió mantener el evento en marcha. Sin embargo, Zuffa despediría a la mayor parte del personal de PRIDE y varios luchadores de esta se mudarían a UFC.
Después de que PRIDE FC cerró, la mayoría del antiguo personal, luchadores y ejecutivos de DSE se unieron a Fighting and Entertainment Group (los promotores de K-1) para organizar un sucesor, conocido como Dream. Sin embargo, FEG tendría sus propios problemas financieros y quebró en 2012. Como resultado, Dream desapareció.

### Formación
El 19 de septiembre de 2015, durante el evento Bellator MMA & Glory: Dynamite 1, se anunció que Nobuyuki Sakakibara había contratado al ex campeón de peso pesado de PRIDE FC y leyenda del deporte, Fiódor Yemeliánenko, para encabezar un espectáculo de Nochevieja en Tokio para su nueva promoción de MMA. Sakakibara celebró una conferencia de prensa el 8 de octubre de 2015, con Nobuhiko Takada y otros ex empleados de PRIDE FC para anunciar formalmente el lanzamiento de Rizin Fighting Federation. Los firmantes iniciales incluyeron a Kazushi Sakuraba, Shinya Aoki, así como a las competidoras Gabi García y Rena Kubota.
Se anunció un torneo Grand Prix (celebrado en 100 kg o aproximadamente 220 lbs), con campeones y competidores de otras promociones como Bellator, KSW, Jungle Fight, BAMMA y King of Kings. En particular, se anunció que King Mo representaría a Bellator en el torneo. El grupo de 8 hombres se finalizó oficialmente el 30 de noviembre de 2015, y poco después también se anunciaron otras peleas. Se anunció que Kron Gracie (cuyo padre Rickson compitió en el evento inaugural PRIDE) participaría contra Asen Yamamoto. Entre los veteranos de la escena japonesa, Tsuyoshi Kosaka se enfrentaría a James Thompson, y Akebono Tarō se enfrentaría a Bob Sapp.

### 2016-presente
En 2018, se anunció que el evento principal de la tradicional cartelera de Nochevieja (Rizin 14) iba a ser un combate de boxeo entre Floyd Mayweather Jr. y el invicto kickboxer japonés Tenshin Nasukawa. El combate terminó con Nasukawa noqueado a los dos minutos del primer asalto.
El 11 de noviembre de 2021, el evento Rizin Trigger 1st sería el primero de la empresa en el que las peleas se llevarían a cabo dentro de la jaula, en lugar del tradicional ring con cuerdas.
El 31 de diciembre de 2022, como evento tradicional de Nochevieja, Rizin organizó una cartelera cruzada de Bellator MMA vs. Rizin como parte de Rizin 40. La cartelera vio a los luchadores de cada promoción pelear entre sí. La cartelera vio a los luchadores de Bellator MMA Gadzhi Rabadanov, los ex campeones AJ McKee, Juan Archuleta y Kyoji Horiguchi, y el entonces campeón Patrício Pitbull, luchando contra los representantes de Rizin Koji Takeda, Soo Chul Kim, Hiromasa Ougikubo y los campeones Kleber Koike Erbst y Roberto de Sousa. Los cinco representantes de Bellator ganarían sus combates de forma limpia. Durante el evento, el ex campeón mundial de boxeo Manny Pacquiao hizo un anuncio público de que había firmado con Rizin para un combate de exhibición de boxeo contra un oponente aún no anunciado.
Durante la cartelera Super Rizin 2 el 30 de julio de 2023, la promoción anunció su primer evento internacional, Rizin Landmark 7, que tendría lugar en Azerbaiyán el 4 de noviembre. También será el primer gran evento de MMA que tendrá lugar en ese país.

## Categorías de peso
Las categorías de Rizin FF son las siguientes once:
| Categoría de peso | Límite superior | Límite superior    | Rama    |
| Categoría de peso | en libras (lb)  | en kilogramos (kg) | Rama    |
| ----------------- | --------------- | ------------------ | ------- |
| Peso atómo        | 104             | 47                 | Femenil |
| Peso superatómo   | 108             | 49                 | Femenil |
| Peso mosca ligero | 117             | 53                 | Femenil |
| Peso mosca        | 126             | 57                 | Varonil |
| Peso gallo        | 134             | 61                 | Varonil |
| Peso pluma        | 146             | 66                 | Varonil |
| Peso ligero       | 157             | 71                 | Varonil |
| Peso wélter       | 170             | 77                 | Varonil |
| Peso mediano      | 187             | 85                 | Varonil |
| Peso semipesado   | 209             | 95                 | Varonil |
| Peso pesado       | 265             | 120                | Varonil |
| Peso libre        | N/A             | N/A                | Ambas   |

## Reglas
Las reglas de Rizin FF han sido adoptadas de PRIDE FC con algunas ligeras modificaciones a lo largo de los años. Las peleas duran tres rondas. Antes de mayo de 2018, la primera ronda de peleas masculinos duraba 10 minutos, mientras que las dos últimas rondas duraban cinco minutos cada una. Desde entonces, los combates han sido de tres rondas de cinco minutos cada una. La victoria se puede lograr por nocaut, sumisión, nocaut técnico por detención del árbitro o por decisión de los jueces.
Se permiten todos los golpes, derribos y estrangulamientos, con excepción de los cabezazos y los golpes en la nuca, el bulbo raquídeo , la médula espinal o los genitales. También se permiten patadas de fútbol, rodillazos y pisotones a oponentes en el suelo. Sin embargo, si hay una discrepancia de peso de 15 kg (33 lb) o más, el luchador más ligero puede elegir si se permiten dichos ataques terrestres. A diferencia de PRIDE FC, en Rizin se permite el uso de golpes de codo, incluido el codo 12-6.

### Criterios de evaluación
Las peleas se juzgan según los siguientes criterios:
- Daño: al evaluar el daño, tanto el golpe como el agarre reciben el mismo peso. Los jueces valorarán hasta qué punto el golpe o agarre efectivo "influye en el combate"; en otras palabras, si hubo tal daño/ventaja para el luchador que habría llevado a que la pelea terminara con un tapping del oponente o siendo noqueado.
- Agresividad: los jueces considerarán qué luchador fue más efectivo al realizar ataques que pueden terminar la pelea en un final. Tenga en cuenta que este elemento no tiene en cuenta el impacto real del daño causado por los golpes, lanzamientos o sumisiones del peleador. Más bien, los jueces valorarán si los peleadores fueron agresivos y proactivos en su enfoque durante la pelea.
- Generalato: los jueces considerarán qué peleador fue más efectivo al dominar el ritmo, lugar y posición de la pelea. Los jueces también considerarán la cantidad de tiempo pasado en posición de suelo o de pie.

Aunque no se describen en las reglas de Rizin, los cuadros de mando publicados en el sitio web del JMOC sugieren que el daño, la agresividad y el mando general reciben 50, 30 y 20 puntos respectivamente. Cuando el luchador no ha cumplido el elemento, se le otorga una puntuación de cero; no hay puntos intermedios.